# Suzy Bemba
Suzy Bemba (* 22. Juni 2000) ist eine französische Schauspielerin.

## Leben
Sie wuchs als Kind kongolesischer Eltern in Diou auf. Als Kind nahm sie an Theaterschauspiel- und Tanzkursen teil, bis sie mit 16 Jahren eine Knieverletzung erlitt. Nach ihrem Abitur begann sie ein Medizinstudium und unterschrieb bei einer Agentur für Schauspielerinnen und Schauspieler. Nach ihrem ersten Jahr im Studium wurde sie im Horrorfilm Kandisha besetzt. Anschließend brach sie ihr Studium ab, um sich auf die Arbeit als Schauspielerin zu konzentrieren. Ihre erste Hauptrolle spielte sie in Cécile Duroqs Serie „L’Opera“. Die erste Staffel wurde ab dem 7. September 2021 auf OCS ausgestrahlt, eine zweite ab dem 20. September 2022.
2023 spielt sie an der Seite von Emma Stone und Mark Ruffalo eine Nebenrolle in Giorgos Lanthimos’ Buchverfilmung Poor Things. Bei den Filmfestspielen in Cannes 2023 trat Bemba an Catherine Corsinis Seite mit dem Film Rückkehr nach Korsika auf.
Bemba wurde von einer Fachjury im Jahr 2024 als eine von zehn European Shooting Stars ausgewählt. Am 18. Januar 2024 wurde sie außerdem von der Organisation Unifrance zu einer der „10 neuen französischen Talente, denen man folgen sollte“ des Jahres ernannt.

## Filmografie

### Kino
- 2020: Kandisha
- 2023: Drift
- 2023: Dammi
- 2023: Rückkehr nach Korsika
- 2023: Ma France à moi
- 2024: Poor Things

### Fernsehserien
- 2021: L'Opéra
- 2023: Everything is Fine (Tout va bien)